# 대저2동
대저2동(大渚2洞)은 부산광역시 강서구 대저동의 남부를 차지하는 행정동 및 법정동이다.

## 역사
조선시대에는 양산군 대하면이었고, 1906년 김해군에 편입되면서 대상면(현 대저1동)과 합쳐 대저면(大渚面)으로 통합되었다. 1978년 2월 15일 강동동, 명지동 지역과 함께 부산직할시에 신설된 북구에 편입되었다.
- 조선시대 : 경상남도 양산군 대상면
- 1906년 : 경상남도 양산군에서 김해군으로 편입되고 대상면(현 대저1동)과 합쳐 대저면(大渚面)으로 통합
- 1973년 7월 1일 : 대저면이 대저읍으로 승격[1]
- 1978년 2월 15일 : 대저읍을 비롯한 낙동강삼각주 일대가 부산직할시로 편입되어, 부산시 북부출장소(현재의 북구와 사상지역)와 합쳐 북구를 신설하였다. 법정리를 통합해 대저1동과 대저2동의 법정동으로 합치고, 단일한 행정동인 대저동을 설치[2]

| 법률 제3014호   |                                                                                                |             |             |
| 구 행정구역     | 구 행정구역                                                                                    | 신 행정구역 | 신 행정구역 |
| 대저읍 (大渚邑) | 출두리(出斗里), 사덕리(沙德里), 대지리(大地里), 평강리(平江里)                                 | 대저동      | 대저1동     |
| 대저읍 (大渚邑) | 덕두리(德斗里), 소덕리(小德里), 도도리(桃島里), 사두리(沙頭里), 맥도리(麥島里), 울만리(蔚滿里) | 대저동      | 대저2동     |
- 1983년 5월 1일 : 행정동을 대저1동과 대저2동으로 분동